# Fjärilsländor
Fjärilsländor (Ascalaphidae) är en familj i insektsordningen nätvingar som innehåller omkring 400 kända arter.

## Kännetecken
Fjärilsländor är medelstora till ganska stora nätvingar med långa antenner med klubblik spets. En del arter, som Libelloides coccajus, har brokigt svart- och gulfärgade vingar, något som gör att de påminner om fjärilar. De flesta arter har dock klara, genomskinliga vingar och påminner då till utseendet något mer om trollsländor, förutom de långa och klubbförsedda antennerna. 

## Utbredning
Fjärilsländor förekommer främst i tropiska eller subtropiska områden, men finns även i mildare tempererat klimat. I Sverige finns ingen art ur denna familj.

## Levnadssätt
Fjärilsländor är rovdjur både som larver och imago. De fullbildade insekterna jagar i luften och tar andra, mindre flygande insekter, medan larverna som lever på marken livnär sig på mindre marklevande ryggradslösa djur, som myror. 
Larverna påminner till utseendet om de nära besläktade myrlejonsländornas larver, de så kallade myrlejonen, men har ett bredare och mer hjärtformat huvud och särskilda utskott längs sidan. Fjärilsländornas larver gräver heller ingen fångstgrop som myrlejonen.

## Systematik
Familjen fjärilssländor omfattar tre underfamiljer (varav två är uppdelada i flera tribus) samt sammanlagt 14 släkten:
Underfamilen Albardiinae van der Weele, 1908
- släktet Albardia van der Weele, 1903

Underfamiljen Ascalaphinae Lefèbvre, 1842
Tribus Acmonotini
- släktet Acmonotus McLachlan, 1871

Tribus Hybrisini
- släktet Glyptobasis McLachlan, 1871

Tribus Suhpalacsini van der Weele, 1908
- släktet Fillus Navás, 1919

Tribus Ululodini van der Weele, 1908
- släktet Ameropterus Esben-Petersen, 1922
- släktet Ascalorphne Banks, 1915
- släktet Cordulecerus Rambur, 1842
- släktet Ululodes Currie in Smith, 1900

Underfamiljen Haplogleniinae Newman, 1853
Tribus Haplogleniini Newman, 1853
- släktet Amoea Lefèbvre, 1842
- släktet Ascalobyas Penny, 1981
- släktet Haploglenius Burmeister, 1839

Tribus Verticillicerini Orfila, 1949
- släktet Ascaloptynx Banks, 1915
- släktet Neohaploglenius Penny, 1981
- släktet Verticillecerus van der Weele, 1908